# Percichthys melanops
Percichthys melanops és una espècie de peix de la família dels percíctids. És endèmic de Xile, on viu en rierols preandins. Pot assolir una llargada total de fins a 20 cm.